# Saint-Pierre-d’Allevard
Saint-Pierre-d’Allevard ist eine ehemalige französische Gemeinde mit 2899 Einwohnern (Stand: 1. Januar 2020) im Département Isère in der Region Auvergne-Rhône-Alpes. Sie gehörte zum Arrondissement Grenoble. Die Einwohner werden Saint-Pierrains und Saint-Pierraines genannt.
Der Erlass des Präfekten vom 27. Oktober 2015 legte mit Wirkung zum 1. Januar 2016 die Eingliederung von Saint-Pierre-d’Allevard zusammen mit der früheren Gemeinde Morêtel-de-Mailles zur neuen Commune nouvelle Crêts en Belledonne fest. Im Gegensatz zu Morêtel-de-Mailles erhielt der Ort keinen Status als Commune déléguée.

## Geografie
Saint-Pierre-d’Allevard liegt in der Landschaft Grésivaudan, etwa 32 Kilometer nordöstlich von Grenoble am südöstlichen Rand des Départements.
Umgeben wird Saint-Pierre-d’Allevard von den Nachbargemeinden und der Commune déléguée:
| Pontcharra Le Cheylas                 | Allevard                                    |               |
| Morêtel-de-Mailles (Commune déléguée) | Kompassrose, die auf Nachbargemeinden zeigt |               |
| Goncelin                              | Theys                                       | Le Haut-Bréda |

## Bevölkerungsentwicklung
| Saint-Pierre-d’Allevard: Einwohnerzahlen von 1793 bis 2013                                                                 | Saint-Pierre-d’Allevard: Einwohnerzahlen von 1793 bis 2013 | Saint-Pierre-d’Allevard: Einwohnerzahlen von 1793 bis 2013 | Saint-Pierre-d’Allevard: Einwohnerzahlen von 1793 bis 2013 | Saint-Pierre-d’Allevard: Einwohnerzahlen von 1793 bis 2013 |
| --- | ---------------------------------------------------------- | ---------------------------------------------------------- | ---------------------------------------------------------- | ---------------------------------------------------------- |
| Jahr |                                                            |                                                            |                                                            | Einwohner                                                  |
| 1793 | 1793                                                       |                                                            | 1.587                                                      | 1.587                                                      |
| 1800 | 1800                                                       |                                                            | 1.654                                                      | 1.654                                                      |
| 1806 | 1806                                                       |                                                            | 1.782                                                      | 1.782                                                      |
| 1821 | 1821                                                       |                                                            | 1.926                                                      | 1.926                                                      |
| 1831 | 1831                                                       |                                                            | 2.027                                                      | 2.027                                                      |
| 1836 | 1836                                                       |                                                            | 2.003                                                      | 2.003                                                      |
| 1841 | 1841                                                       |                                                            | 1.964                                                      | 1.964                                                      |
| 1846 | 1846                                                       |                                                            | 2.010                                                      | 2.010                                                      |
| 1851 | 1851                                                       |                                                            | 2.027                                                      | 2.027                                                      |
| 1856 | 1856                                                       |                                                            | 1.924                                                      | 1.924                                                      |
| 1861 | 1861                                                       |                                                            | 1.995                                                      | 1.995                                                      |
| 1866 | 1866                                                       |                                                            | 1.966                                                      | 1.966                                                      |
| 1872 | 1872                                                       |                                                            | 1.975                                                      | 1.975                                                      |
| 1876 | 1876                                                       |                                                            | 2.004                                                      | 2.004                                                      |
| 1881 | 1881                                                       |                                                            | 2.211                                                      | 2.211                                                      |
| 1886 | 1886                                                       |                                                            | 2.074                                                      | 2.074                                                      |
| 1891 | 1891                                                       |                                                            | 1.961                                                      | 1.961                                                      |
| 1896 | 1896                                                       |                                                            | 1.827                                                      | 1.827                                                      |
| 1901 | 1901                                                       |                                                            | 1.690                                                      | 1.690                                                      |
| 1906 | 1906                                                       |                                                            | 1.600                                                      | 1.600                                                      |
| 1911 | 1911                                                       |                                                            | 1.516                                                      | 1.516                                                      |
| 1921 | 1921                                                       |                                                            | 1.561                                                      | 1.561                                                      |
| 1926 | 1926                                                       |                                                            | 1.572                                                      | 1.572                                                      |
| 1931 | 1931                                                       |                                                            | 1.624                                                      | 1.624                                                      |
| 1936 | 1936                                                       |                                                            | 1.531                                                      | 1.531                                                      |
| 1946 | 1946                                                       |                                                            | 1.506                                                      | 1.506                                                      |
| 1954 | 1954                                                       |                                                            | 1.565                                                      | 1.565                                                      |
| 1962 | 1962                                                       |                                                            | 1.784                                                      | 1.784                                                      |
| 1968 | 1968                                                       |                                                            | 2.152                                                      | 2.152                                                      |
| 1975 | 1975                                                       |                                                            | 2.147                                                      | 2.147                                                      |
| 1982 | 1982                                                       |                                                            | 2.016                                                      | 2.016                                                      |
| 1990 | 1990                                                       |                                                            | 2.185                                                      | 2.185                                                      |
| 1999 | 1999                                                       |                                                            | 2.282                                                      | 2.282                                                      |
| 2006 | 2006                                                       |                                                            | 2.662                                                      | 2.662                                                      |
| 2013 | 2013                                                       |                                                            | 2.887                                                      | 2.887                                                      |
| Quelle(n): EHESS/Cassini bis 1999, INSEE ab 2006 Anmerkung(en): Ab 1962 offizielle Zahlen ohne Einwohner mit Zweitwohnsitz |                                                            |                                                            |                                                            |                                                            |

## Sehenswürdigkeiten
- Kirche Saint-Pierre aus dem 11. Jahrhundert, frühere Prioratskirche, Glockenturm seit 1908 als Monument historique klassifiziert
- Aquinturm, Rest eines Festen Hauses aus dem 13. und 14. Jahrhundert
- Villa und Park “Mon Exil”

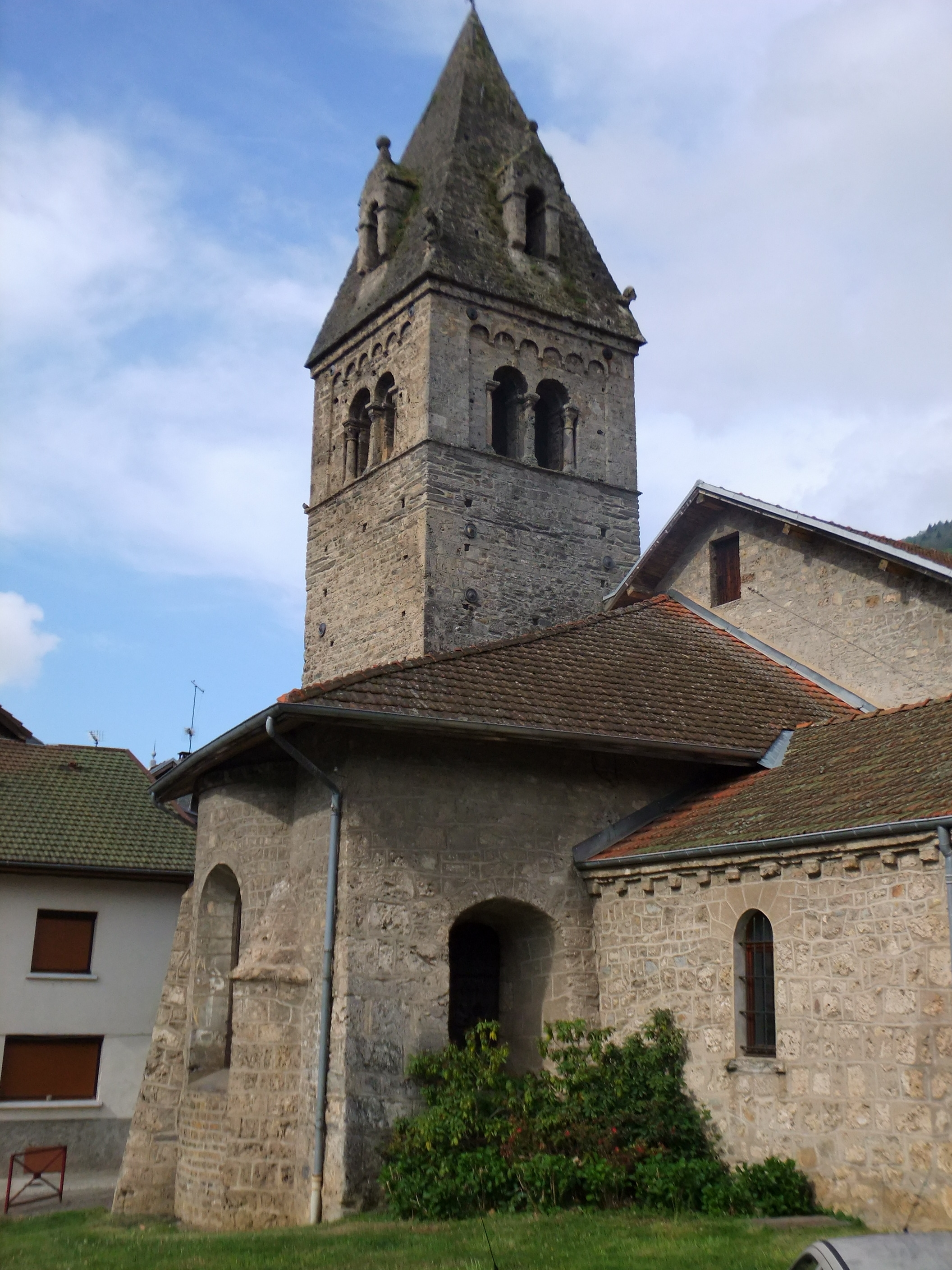
Kirche Saint-Pierre
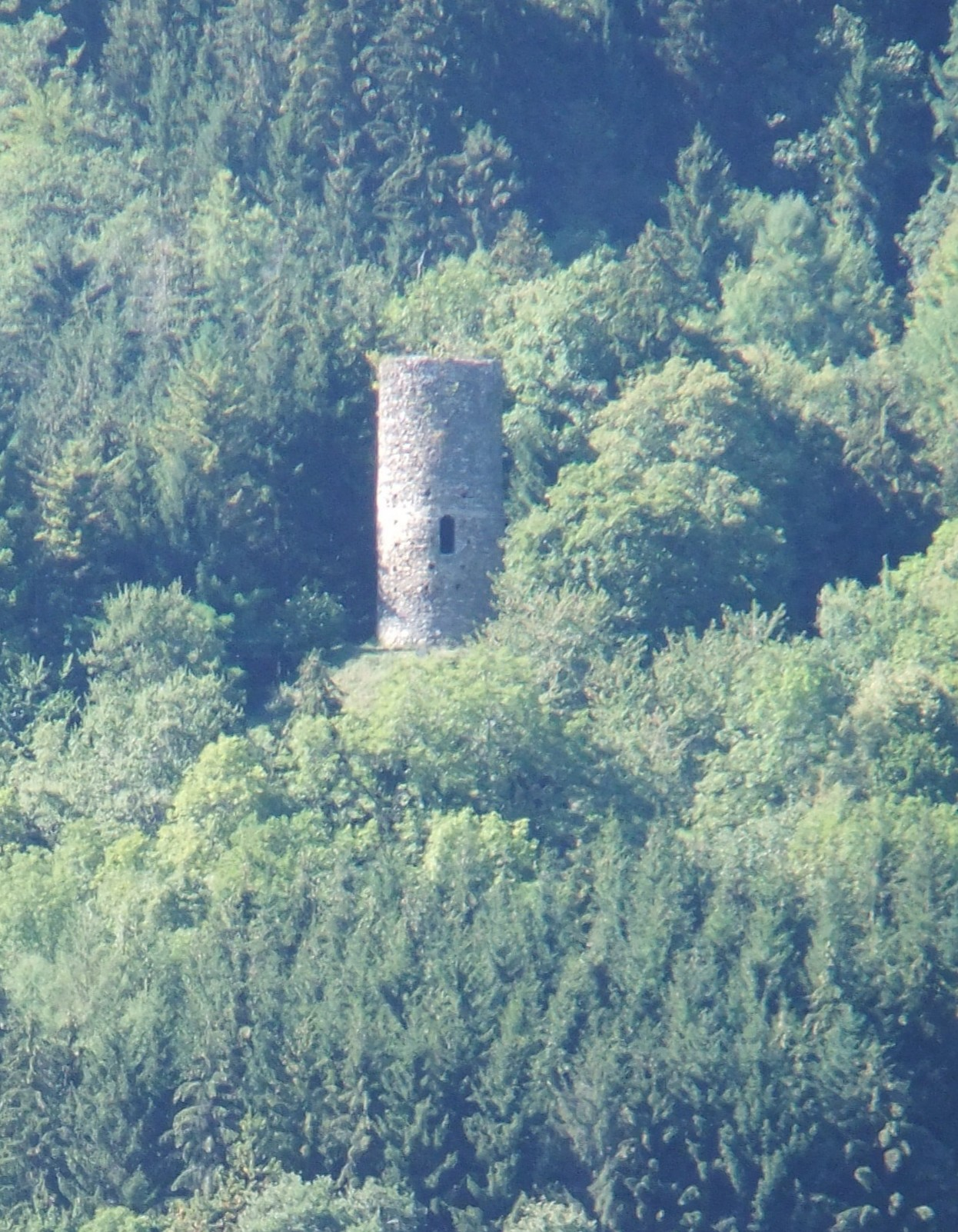
Aquinturm

## Persönlichkeiten
- Pierre Magnan (1922–2012), Schriftsteller, zwischenzeitlich in Saint-Pierre-d’Allevard beheimatet
- Julien Loy (* 1976), Triathlet